# 日本歯科医療管理学会
一般社団法人日本歯科医療管理学会（にほんしかいりょうかんりがっかい、Japanese Society Of Dental Practice Administration;JSDPA）とは、歯科医療に関連した諸科学を導入研究し、医療内容向上と経営合理化を図ることを目的とする専門学術団体の一つである。日本歯科医学会の専門分科会。

## 概要
1958年に設立された。2013年9月30日現在会員数1,234名。このうち、開業歯科医がほぼ7割をしめる。2018年現在、理事長は白圡清司。

## 総会
- 年1回

## 本部事務局
- 〒170-0003　豊島区駒込1-43-9 駒込TSビル4F 口腔保健協会内

## 支部
- 北海道支部
- 東北支部
- 関東支部
- 東海支部
- 関西支部
- 中国支部
- 四国支部
- 九州支部

## 学会誌
- 『日本歯科医療管理学会雑誌』年4回発刊 ISSN：0387-5687

## 大会等
| 年     | 月日          | 名称                                     | 会長     | 会場                         | テーマ                                                                | 参加者数 | 備考         |
| ------ | ------------- | ---------------------------------------- | -------- | ---------------------------- | --------------------------------------------------------------------- | -------- | ------------ |
| 2007年 | 7月14日～15日 | 第48回日本歯科医療管理学会総会・学術大会 | 道津剛佑 | 長崎ブリックホール           | ｢うまくいくには理由（わけ）がある｣－反転回復へのビジョン－            |          | [ 5 ]        |
| 2008年 | 9月20日～21日 | 第49回日本歯科医療管理学会総会・学術大会 | 末瀬一彦 | シティプラザ大阪             | 安全・安心・快適な歯科医療をめざして                                  |          | [ 6 ]        |
| 2009年 | 7月11日～12日 | 第50回日本歯科医療管理学会総会・学術大会 | 尾﨑哲則 | 日本歯科医師会館             | 歯科医療が変わる ― 医療の社会化，連携化に向けて ―                     |          | [ 7 ]        |
| 2010年 | 7月9日～11日  | 第51回日本歯科医療管理学会総会・学術大会 | 米満正美 | アイーナ                     | 歯科保健医療のパラダイムシフト                                        |          | [ 8 ]        |
| 2011年 | 7月9日～10日  | 第52回日本歯科医療管理学会総会・学術大会 | 平田幸夫 | 神奈川県歯科医師会館         | 8020健康長寿社会達成の仕組みを考える ―日本歯科医療管理学会の視点から― |          | [ 9 ] [ 10 ] |
| 2012年 | 7月6日～8日   | 第53回日本歯科医療管理学会総会・学術大会 | 比嘉良喬 | 沖縄県男女共同参画センター   | 楽しい歯科医院                                                        |          | [ 11 ]       |
| 2013年 | 6月29日～30日 | 第54回日本歯科医療管理学会総会・学術大会 | 磯﨑篤則 | 朝日大学                     | 歯科医療管理学の今、そしてこれから                                    |          | [ 12 ]       |
| 2014年 | 7月18日～20日 | 第55回日本歯科医療管理学会総会・学術大会 | 越智守生 | ホテルニューオータニイン札幌 | 活力ある歯科医療管理 ―新しい成長のモデルを求めてー                    |          | [ 13 ]       |
| 2015年 | 5月29日～31日 | 第56回日本歯科医療管理学会総会・学術大会 | 酒井昭則 | 岡山国際交流センター         | 医療管理の未来〜変わりゆく診療環境の中で〜                            |          | [ 14 ]       |

## 加盟団体
- 日本歯科医学会
- 日本歯学系学会協議会